# Europäisches Romanik Zentrum
Das Europäische Romanik Zentrum (ERZ) ist ein gemeinnütziger Verein zur Erforschung und Vermittlung der europäischen Romanik. 

## Geschichte
Es wurde am 10. Juli 2006 an der Martin-Luther-Universität Halle-Wittenberg gegründet. Seit Mai 2008 ist es ein An-Institut der Martin-Luther-Universität mit Sitz in der Südklausur des Merseburger Domes.

## Ziele
Das ERZ versteht sich als ein interdisziplinär und interkonfessionell orientiertes Institut, das vorhandene Potentiale und Aktivitäten zum Thema Romanik in Sachsen-Anhalt bündelt und auf europäischer Ebene vernetzt. Die Absicht ist es, zum einen 
- regionale wie überregionale Arbeiten zur Romanik zu fördern und in Fachtagungen vorzustellen und damit jüngeren Wissenschaftlern aus Europa eine Plattform für ihre Forschungen zu geben.
- Zum anderen soll das Thema Romanik einer breiteren Öffentlichkeit stärker vermittelt werden.

Dabei stützt sich das Zentrum auf die Kompetenz zahlreicher Forscher der Martin-Luther-Universität, die sich mit Architektur, Kunst, Archäologie, Theologie, Geschichte und Rechtsgeschichte des Mittelalters beschäftigen, sowie auf die breite Denkmallage mittelalterlicher Bauwerke im Bundesland Sachsen-Anhalt, verkörpert durch die Straße der Romanik. Ein internationaler Beirat mit Wissenschaftlern aus acht europäischen Ländern sowie einem Forscher aus den USA begleitet die Arbeit des Zentrums.
Als internationale Forschungs- und Bildungsstätte zur Romanik stehen dem ERZ in Merseburg Vortrags- und Projekträume, eine wachsende Romanikbibliothek und Studios für Gastdozenten und Stipendiaten zur Verfügung.

## Veranstaltungen
Das ERZ beteiligt sich mit Vorträgen etc. an diversen Veranstaltungen zum Thema Romanik. So etwa an der Konferenz  ... das Heilige sichtbar machen. Domschatztagung (2008) oder die Tagung More Romano III. Neuere Forschungen und offene Fragen zur romanischen Kunst (2007) mit Dozenten aus Amsterdam, Brüssel, Mailand und Posen.